# Gintautas Žintelis
Gintautas Žintelis (* 8. April 1943 in Vilnius) ist ein litauischer Ingenieur und ehemaliger Politiker, Minister.

## Leben
Nach dem Abitur 1960 an der 8. Mittelschule Kaunas absolvierte Žintelis von 1960 bis 1965 das Studium an der Fakultät für Radioelektronik am Kauno politechnikos institutas und von 1967 bis 1970 die Aspirantur. Von 1964 bis 1967 arbeitete er am Rechenzentrum der KPI, von 1970 bis 1980 lehrte, von 1980 bis 1992 als Professor, Leiter des Lehrstuhls für Computer. Von 1992 bis 1996 war er Minister für Kommunikationen und Informatik Litauens im Kabinett Šleževičius, von 1998 bis 2002 Vorstandsvorsitzende von AB „Lietuvos telekomas“, von 2002 bis 2005 der AB „TEO LT“.